# NGC 4340
NGC 4340 is een balkspiraalstelsel in het sterrenbeeld Hoofdhaar. Het hemelobject werd op 21 maart 1784 ontdekt door de Duits-Britse astronoom William Herschel.

## Synoniemen
- UGC 7467
- MCG 3-32-21
- ZWG 99.36
- VCC 654
- PGC 40245